# Bolle duinhoren
De bolle duinhoren (Cochlicella barbara) is een slakkensoort uit de familie van de Geomitridae. De wetenschappelijke naam van de soort werd, als Helix barbara, in 1758 gepubliceerd door Carl Linnaeus in de tiende editie van Systema naturae. 

## Beschrijving
De bolle duinhoren is een landslak met een witachtig, grijsachtig of geelachtig schelp (8 bij 12 mm groot) met bruine vlekken of banden. Het torenvormig huisje heeft 7 tot 8 windingen, de navel is zeer smal maar zelden gesloten. Jongere exemplaren zijn licht gekield. De schelp is over het algemeen bruiner, korter en minder slank dan de slanke duinhoren (C. acuta), de eerste windingen zijn iets minder rond. De schelpen zijn in Portugal grijziger en lichter dan in Oost-Spanje of Zuid-Frankrijk, waar de bruine kleur intensiever is.
Het slakje zelf is zeer lichtgeel, heeft een rug met zwartbruine pigmenten, één donkere middenlijn op de rug, twee donkere lijnen (terugtrekspieren) vanaf de zijkanten tot aan de bovenste tentakels. Het dier is schuw en snel geïrriteerd, de schelp wordt bijna verticaal gedragen.

## Verspreiding en leefgebied
De bolle duinhoren komt oorspronkelijk uit Europa. Het komt vooral voor aan de kust, van Noord-Portugal tot het noordwestelijke Middellandse Zeegebied. Het is op grote schaal geïntroduceerd in andere landen met hetzelfde algemene leefgebied, waaronder Nederland, België, Engeland en Wales. Het leeft op zandige en droge leefgebieden in de kustomgeving, zoals duinen met grasbedekking, op de grond tussen planten.
Deze soort is ook een geïntroduceerde soort in Australië en Zuid-Afrika, waar deze soort als een landbouwplaag wordt beschouwd.

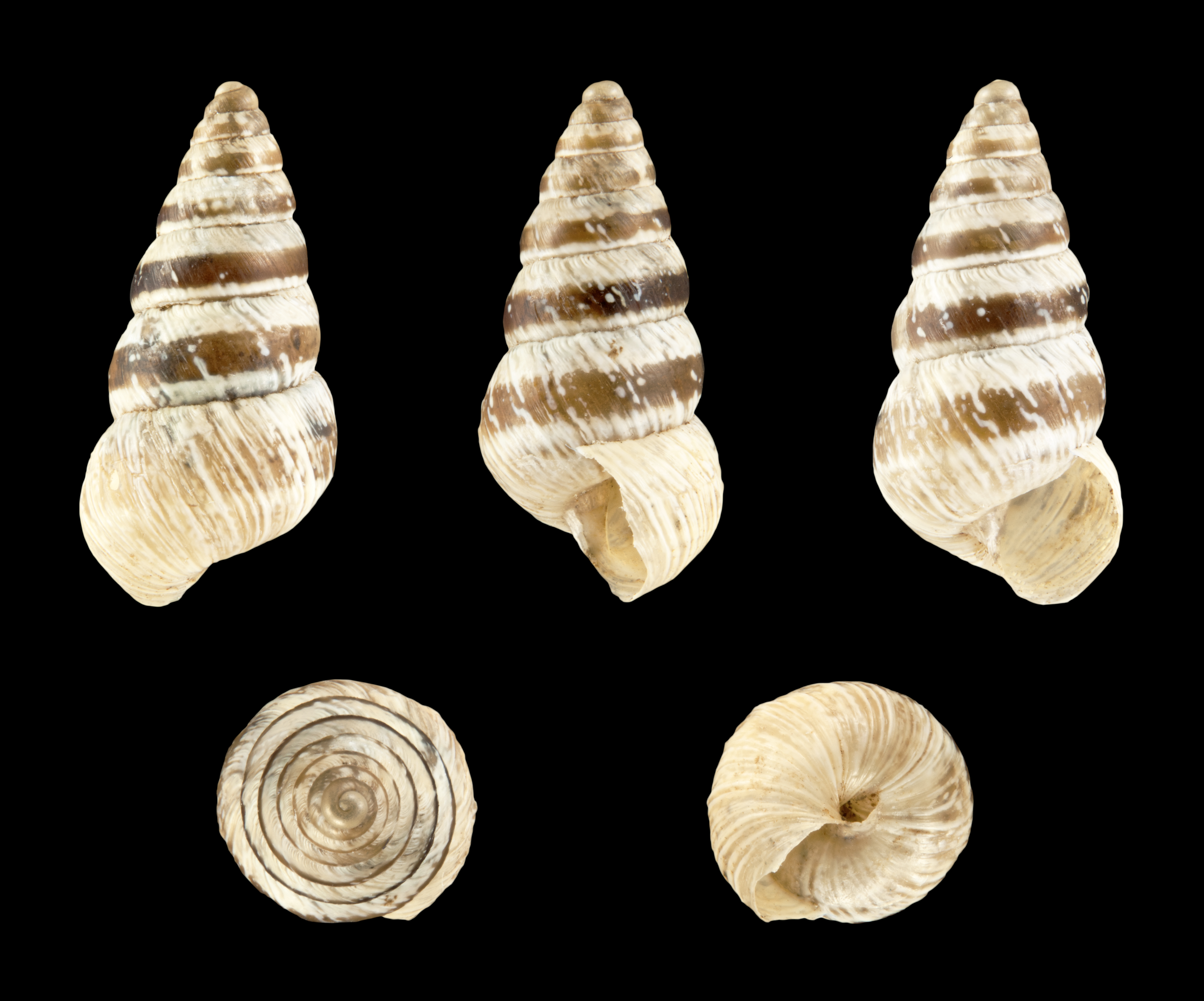
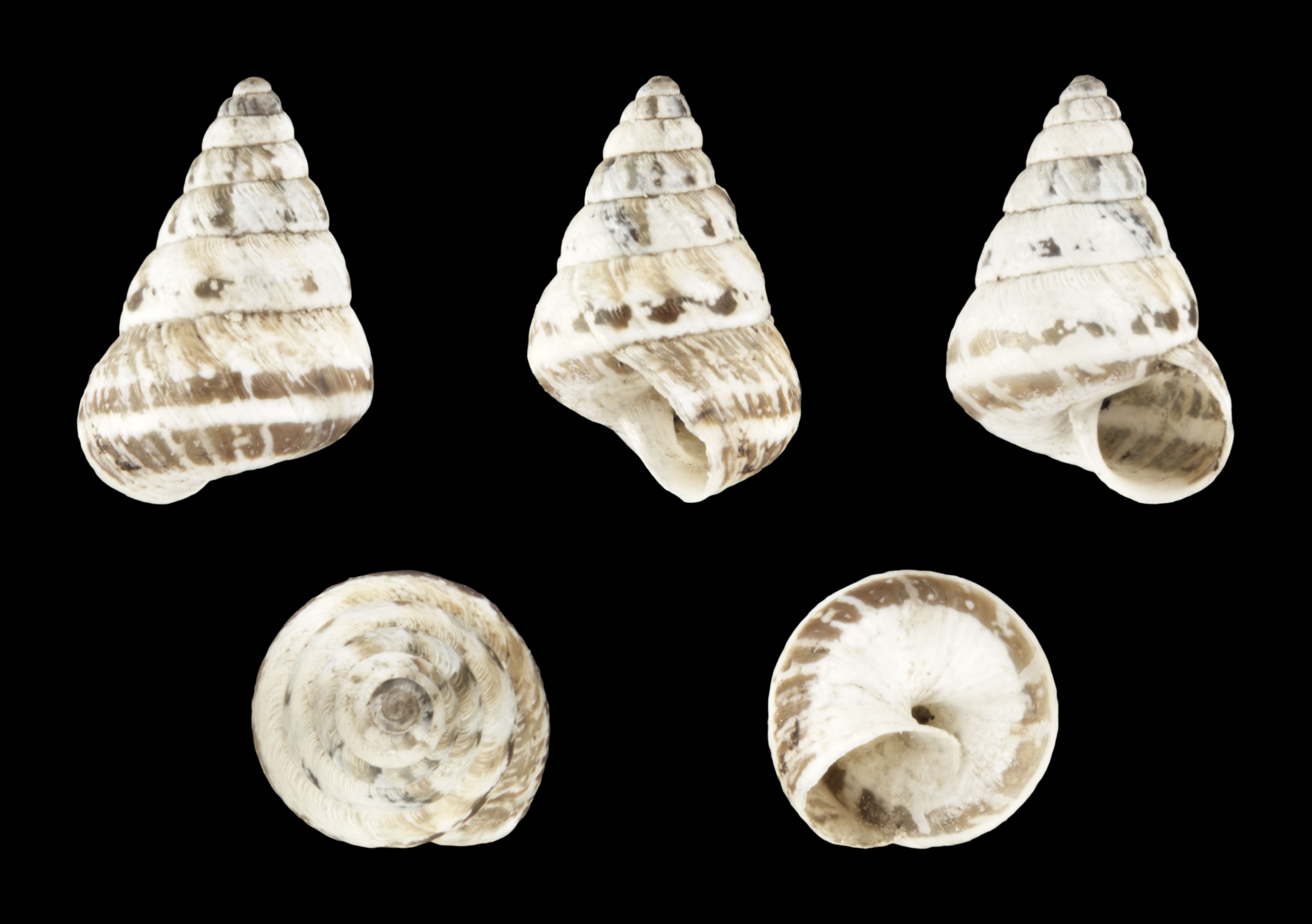